# Campionat del món de ciclisme en pista de 1928
El Campionat Mundial de Ciclisme en Pista de 1928 es va celebrar a Budapest (Hongria) del 14 al 20 d'agost de 1928.
Les competicions es van celebrar al Millenáris Sporttelep de Budapest. En total es va competir en 3 disciplines: 2 de professionals i 1 d'amateurs.

## Resultats

### Professional
| Prova                | Or                       | Argent                   | Bronze                    |
| Velocitat individual | Lucien Michard · França  | Lucien Faucheux · França | Ernest Kauffmann · Suïssa |
| Darrere moto         | Walter Sawall · Alemanya | Henri Bréau · França     | Victor Linart · Bèlgica   |

### Amateur
| Prova                | Or                             | Argent                   | Bronze                   |
| Velocitat individual | Willy Falck Hansen · Dinamarca | Roger Beaufrand · França | Jack Standen · Austràlia |

## Medaller
| Pos. | País      | Or | Plata | Bronze | Total |
| 1    | França    | 1  | 3     | 0      | 4     |
| 2    | Alemanya  | 1  | 0     | 0      | 1     |
| -    | Dinamarca | 1  | 0     | 0      | 1     |
| 4    | Austràlia | 0  | 0     | 1      | 1     |
| -    | Bèlgica   | 0  | 0     | 1      | 1     |
| -    | Suïssa    | 0  | 0     | 1      | 1     |